# 1193
[[Категорија: 1193
.| ]]
Година 1193 (MCXCIII) била је проста година која је почела у петак.

## Догађаји
- Википедија:Непознат датум — За време заробљеништва краља Ричарда I Лављег Срца француски краљ Филип II Август напада Вексин и опкољава Руан. Ричардов брат Јован Без Земље потчинио му се и признао га за енглеског краља.
- Википедија:Непознат датум — Српско-Угарски сукоб, заврешн је без територијалних промена.
- Википедија:Непознат датум — У Чешкој је Премислав II збачен с власти а заменио га је син Владислав I Хенрик.
- Википедија:Непознат датум — Саладинове поседе су поделили чланови његове породице.

## Смрти
- Балијан I Ибелин

- Еуфросина Кијевска

- Руђер III Сицилијански

- Робер де Сабле

### Јануар
- 4. март — Саладин, сиријски и египатски султан, оснивач династије Ајубида (* 1138)

### Децембар
- Википедија:Непознат датум — Балијан I Ибелин, француски крсташ